# Van Keppel

Wapen van het Nederlandse adellijke geslacht Van Keppel, takken Old-oolde en Woolbeek (1814)

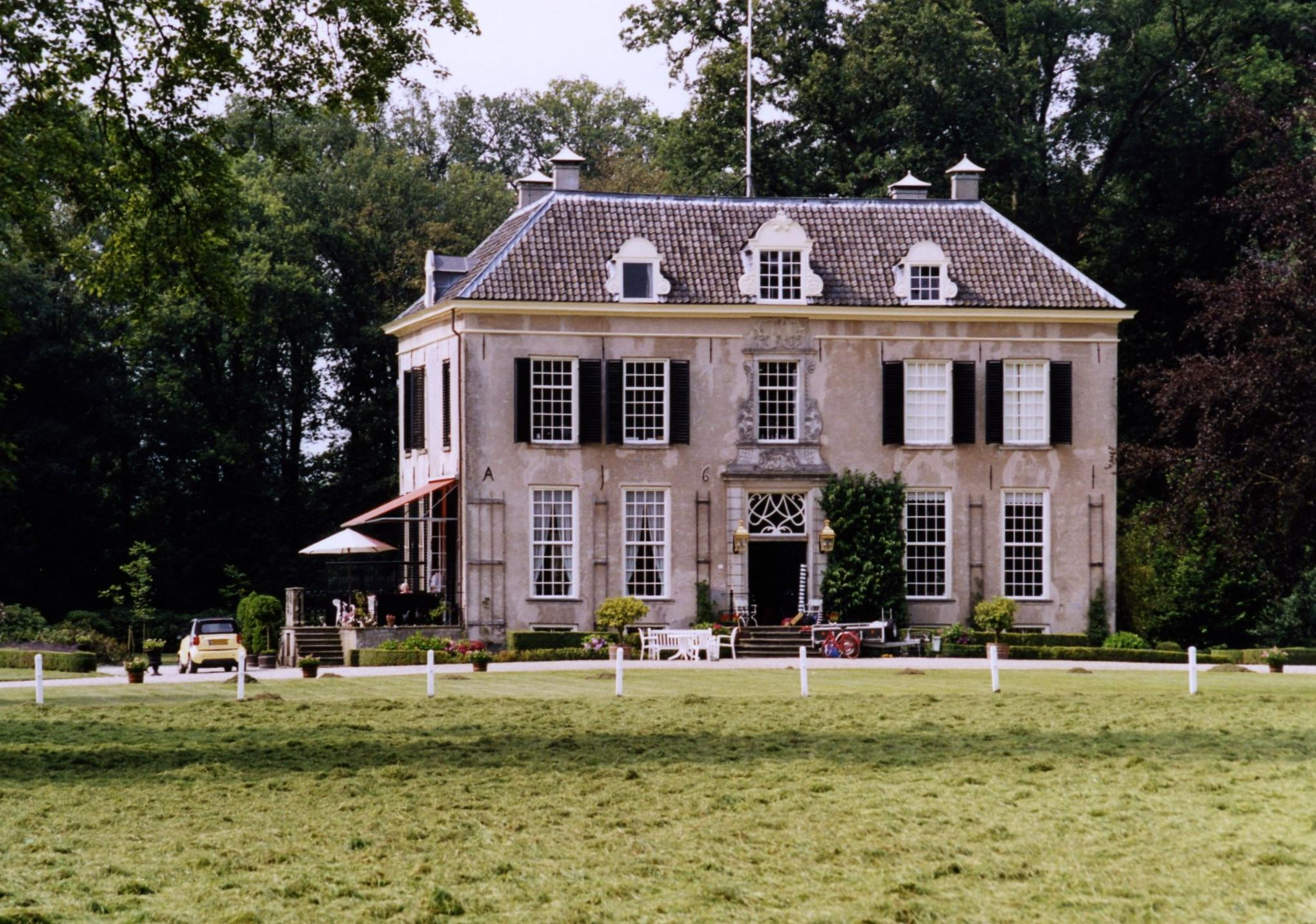
Huis Oolde

Van Keppel is een geslacht van oude Gelderse adel waarvan leden sedert de zestiende eeuw beschreven waren in de Ridderschap van Zutphen. Sinds 1814 behoren leden tot de Nederlandse adel. Een lid uit een oudere tak was in de zeventiende eeuw verheven in de Engelse adelstand wat de graven van Albemarle voortbracht.

## Geschiedenis
De bewezen stamreeks begint met Wolter van Keppel, riddermatig, die vermoedelijk voor 6 september 1400 overleed. Hij was gehuwd met Gaetstouwe van Wesenberg, die in 1400 beleend werd met Wezenberg. Hun zoon Derk werd in 1418 heer van Verwolde.

#### Van Keppel in de Nederlandse adel
Bij Souverein Besluit van 28 augustus 1814 werden een lid uit de tak Woolbeek en een lid uit de tak Old-oolde benoemd in de ridderschap van Gelderland. Zij waren neven. Voor een kleinzoon van de geadelde 'Van Keppel tot de Woolbeek' werd in 1875 erkend de titel van baron(es) op alle afstammelingen; deze stierf zonder nageslacht.
Voor het verzoek voor titelerkenning van baron moest de Hoge Raad van Adel nader onderzoek doen naar de maatschappelijke status van de verzoeker. De Gelderse Keppels bevonden zich begin negentiende eeuw 'in zeer verachterde omstandigheden'. Zijn vader was timmerman. Voor zijn grootvader die landbouwer was geweest had de Ridderschap van Gelderland geld bijeen moeten brengen om hem te onderhouden. Ook vroeg de Raad zich af of de verzoeker die opzichter bij Rijkswaterstaat was, zelf wel in staat zou zijn zijn ingenieursdiploma te halen. En of hij de adellijke stand geen oneer aan zou doen. Onder meer op grond van zijn voorgenomen huwelijk met een 'meisje uit den fatsoenlijken stand' kreeg hij erkenning van de titel baron. Het verzoek voor zijn vader werd afgewezen omdat deze tot de 'burgerklasse' gerekend werd.
De adellijke tak in Nederland stierf in 1977 uit. In de Verenigde Staten bloeide begin jaren negentig van de twintigste eeuw de tak tot de Wolbeek nog.

#### Van Keppel in de Britse adel
Een nazaat uit een oudere tak, Arnold Joost van Keppel, heer van Voorst, 't Velde en Den Dam (1670-1718), was bevriend met Willem III van Oranje-Nassau, en werd op 10 februari 1696 bij besluit van stadhouder Willem III, koning van Groot-Brittannië, verheven tot baron Ashford, Viscount Bury, Count Palatine of Lancaster en Engels graaf (Earl) van Albemarle en werd zo de stamvader van de Engelse graven van Albemarle. Zijn tak bloeit nog.

## Enkele telgen

### Nederlandse takken
Derk Jan van Keppel (1692-1762), heer van de Woolbeek
- Derk Jan van Keppel (1730-1801), heer van Oolde sinds 1771
  - jhr. Derk Jan Carel Sebastiaan van Keppel tot Old-oolde (1772-1819), heer van Oolde sinds 1794, lid ridderschap vanaf 1814 en lid Provinciale Staten van Gelderland.
  - Adolf Jacob Reinhart Willem van Keppel, heer van Oolde (1774-1821), 1e luitenant der kurassiers. Hij liet Oolde na aan zijn verloofde Maurice Carolina Wilhelmina Sophia barones van Heeckeren (1777-1838)
- Johan Rabo van Keppel tot de Wolbeek (1733-1802), heer van de Woolbeek vanaf 1776
  - jhr. Johan Rabo van Keppel tot de Woolbeek (1781-1863), heer van de Woolbeek maar verkocht het goed, lid ridderschap vanaf 30 maart 1815, waarvoor hij in 1837 bedankte, landbouwer[2]
    - jhr. Johan Rabo van Keppel (1807-1863), landbouwer
      - jhr. Gerrit Jan Cornelis van Keppel (1863-1924), landbouwer
        - jhr. Gerrit Hendrik van Keppel (1897-1977), vormer, lid gemeenteraad Weerselo; met hem stierf deze tak in 1977 uit

    - jhr. Steven van Keppel (1814-1889); afstammelingen in de Verenigde Staten
    - jhr. Derk Jan van Keppel (1817-1893), timmerman, rijksschatter
      - Johan Rabo baron van Keppel (1850-1930), ingenieur, opzichter Rijkswaterstaat, lid gemeenteraad van Breda, verkreeg in 1875 erkenning van de van ouds gevoerde titel van baron op allen; met hem stierf deze tak in 1930 uit

### Britse tak

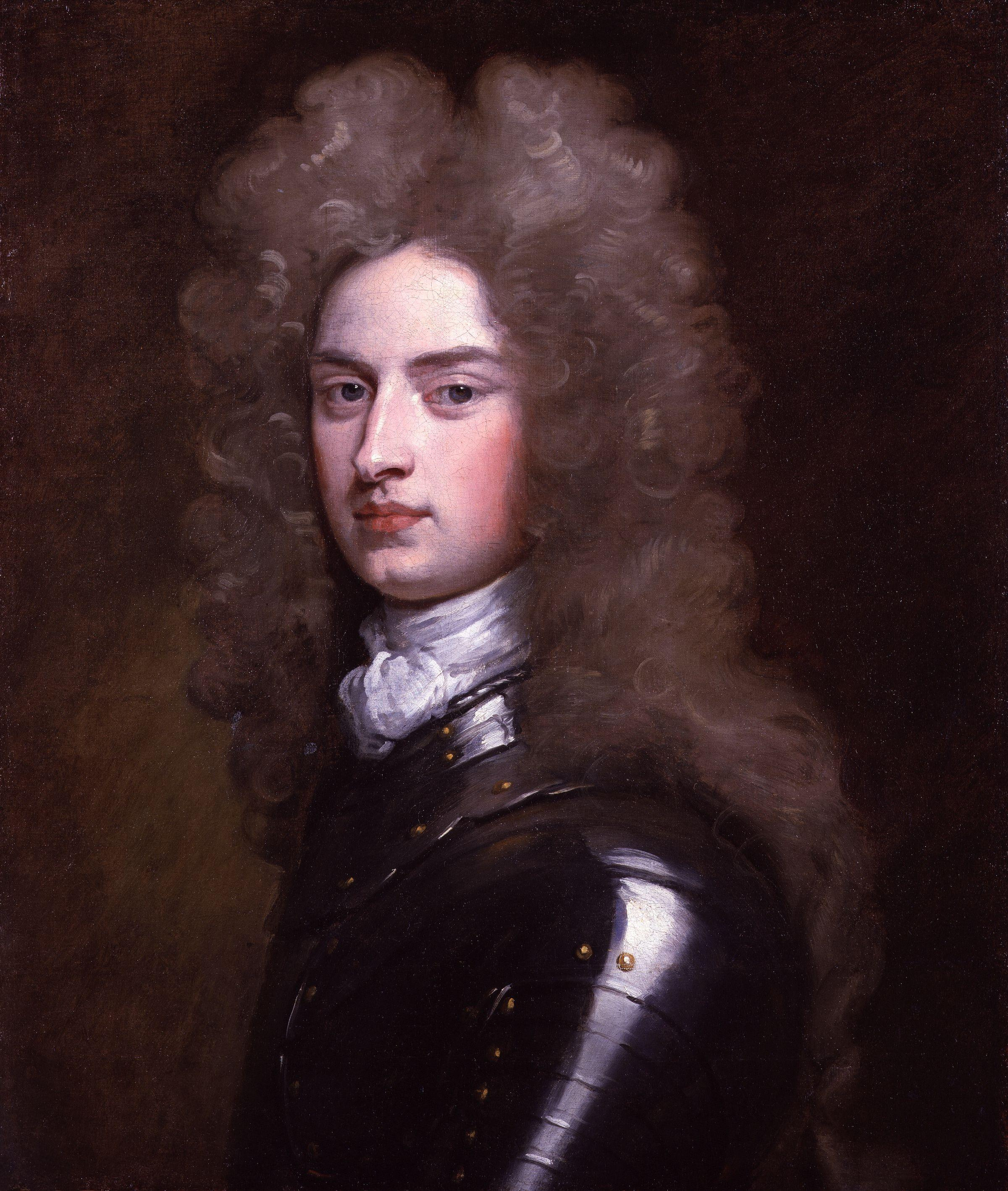
Arnold Joost van Keppel, de 1e graaf van Albemarle.

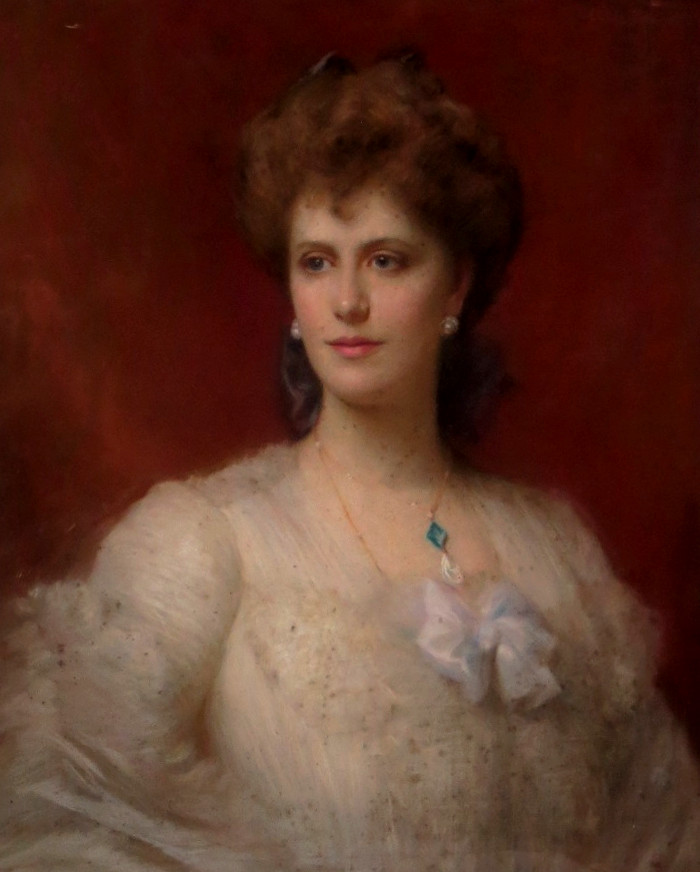
Alice Keppel (1869-1947)

Arnold Joost van Keppel (1670-1718), vertrouweling van Willem III, verheven tot graaf van Albemarle
- Willem Anne van Keppel, 2e graaf van Albemarle (1702–1754)
  - George Keppel, 3e graaf van Albemarle (1724–1772)
    - William Charles Keppel, 4e graaf van Albemarle (1772–1849)
      - Augustus Frederick Keppel, 5e graaf van Albemarle (1794–1851)
      - George Thomas Keppel, 6e graaf van Albemarle (1799–1891)
        - William Coutts Keppel, 7e graaf van Albemarle (1832–1894)
          - Arnold Allan Cecil Keppel, 8e graaf van Albemarle (1858–1942)
            - Walter Egerton George Lucian Keppel, 9e graaf van Albemarle (1882–1979)
              - Rufus Arnold Alexis Keppel, burggraaf Bury (1911–1968)
                - Rufus Arnold Alexis Keppel, 10e graaf van Albemarle (1965)

          - George Keppel (1865-1947); trouwde in 1891 met Alice Edmonstone (1869-1947), maîtresse van de latere koning Eduard VII van het Verenigd Koninkrijk en overgrootmoeder van Camilla Parker Bowles (1947), echtgenote van Charles, prins van Wales

  - Augustus Keppel, 1e burggraaf Keppel of Elveden (1725–1786)